# フォンデュラク (ウィスコンシン州)
フォンデュラク（英: Fond du Lac）は、アメリカ合衆国ウィスコンシン州の都市。フォンデュラク郡の郡庁所在地である。人口は4万4678人（2020年）。ウィネベーゴ湖の南端に面することから、地名はフランス語で「湖の底」を意味する。隣接するフォンデュラク町は別のコミュニティである。
国勢調査局の指定するフォンデュラク都市圏の中核である。同地域はフォンデュラク郡全域をカバーしている。域内の主要都市には他にリポンやウォーパンが挙げられる。2006年にクイント・プレスが公表した「都市犯罪ランキング」では、全米で最も治安のよい都市圏に選ばれた。

## 歴史
ヨーロッパ人探検家が到達するまでの長きにわたり、一帯には先住民が暮らしていた。ウィネベーゴ湖の南端に初めて到達した白人はフランス人猟師であった。
ミシガン準州西部で連邦裁判官を務めたジェームズ・ドーティーは、ウィネベーゴ湖畔には将来大都市が生まれるだろうと考え夫妻で土地を購入した。1836年にはウィスコンシン準州議会でジョン・アーントが州都のフォンデュラク遷都を提案したが却下され、代わりにドーティーのマディソン案が採用された。
最初の入植者はコルワートとファナのピア夫妻であった。1843年に学校が設立され、1852年には鉄道が開通した。

## 地理
国勢調査局によると市の総面積は47.1平方キロ（18.2平方マイル）で、うち43.7平方キロ（16.9平方マイル）を陸地が、総面積の7.31%にあたる3.4平方キロ（1.3平方マイル）を水域が占める。

## 人口動静

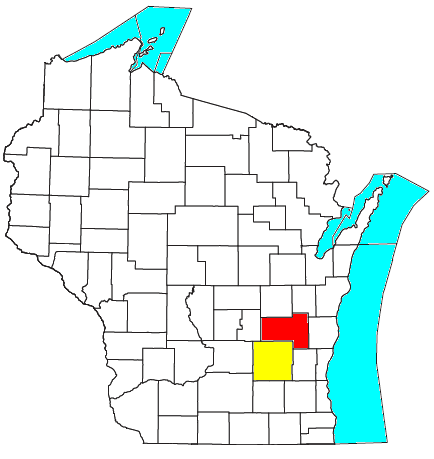
フォンデュラク大都市統計地域（赤）とビーバーダム大都市統計地域（黄）。この2郡でフォンデュラク＝ビーバーダム合同統計地域を構成する

フォンデュラクはフォンデュラク大都市圏（フォンデュラク郡）とビーバーダム大都市圏（ドッジ郡）から成るフォンデュラク＝ビーバーダム合同統計地域 (CSA) の中心都市である。このCSAの人口は18万3193人（2000年）である。
2000年の国勢調査によると、この市には4万2203人の1万6638世帯、1万282家族が暮らしている。人口密度は1平方キロあたり965.9人で、平方マイルに換算すると2501.3人となる。住居数は1万7519軒で、1平方キロあたりに401.0軒（1平方マイルあたりでは1038.3軒）が建っている計算になる。住民のうち白人が93.59%、アフリカ系が1.86%、先住民系が0.51%、アジア系が1.52%、太平洋諸島系が0.01%、その他の人種が1.27%、混血が1.25%を占める。ヒスパニック（ラテン系）は総人口の2.92%である。
1万6638世帯のうち30.6%は18歳以下の子供と暮らしており、48.4%は夫婦で生活している。9.8%は未婚の女性が世帯主であり、38.2%は家族以外の住人と同居している。30.9%の世帯が単身で、12.5%を独居老人が占める。1世帯あたりの平均構成人数は2.38人、家庭の構成人数は3.00人である。
住民のうち24.2%が18歳以下の未成年、10.7%が18歳以上24歳以下、29.4%が25歳以上44歳以下、20.4%が45歳以上64歳以下、15.3%が65歳以上となっており、平均年齢は36歳である。女性100人に対し男性が88.7人いる一方、18歳以上の女性100人ごとに対しては84.1人いる。

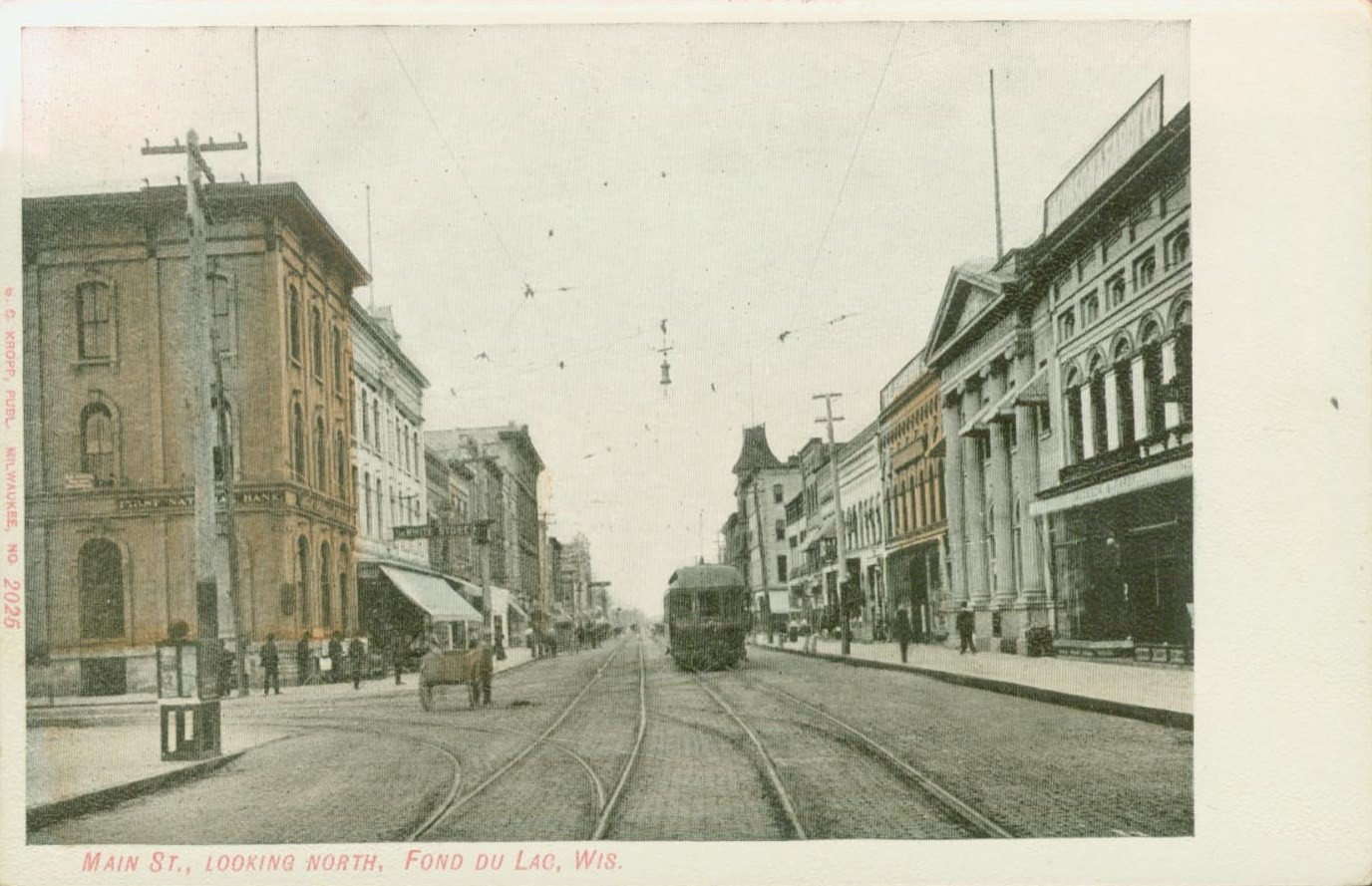
1905年ごろのメインストリート

一世帯あたりの平均収入は4万1113米ドルで、家族ごとでは5万341米ドルである。男性の平均収入は3万5682米ドル、女性の平均収入は2万2492米ドルで、労働者でない人々も含めた住民一人当たりの収入は1万8996米ドルとなる。総人口の7.5%、家族の4.6%、18歳以下の子どもの7.9%、および65歳以上の老人の8.9%は貧困線以下の収入で生計を立てている。

## 教育
市内にはマリアン大学とウィスコンシン大学フォンデュラクキャンパス、それにモレーンパーク技術大学の3大学がある。マリアン大学はカトリック系の4年制私立大学で、ほかの2校は2年制である。
フォンデュラク学区に置かれている公立校は下記の通り。
- フォンデュラク高校
- ウッドワース中学校
- サビシュ中学校
- サイセン中学校
- チェグウィン小学校
- エバンズ小学校
- レイクショア小学校
- パークサイド小学校
- ピア小学校
- リバーサイド小学校
- ロバーツ小学校
- ローズナウ小学校
- ウォーターズ小学校[10]

私立校にはルーテル派高校のウィネベーゴ・ルーテル学院、カトリック系のセントメアリーズ・スプリングス高校、幼小中高一貫校のフォンデュラク・クリスチャン・スクール、同じく幼小中高一貫のトリニティ・バプテスト・スクールがある。
セントメアリーズ・スプリングス学院は「フォンデュラク地域カトリック教育システム」 (FACES) の名のもとに小中学校も運営している。加えてルーテル派の私立校が4校ある。

## メディア

### 新聞
- 「ザ・リポーター」 - ギャネット・カンパニー社傘下の日刊紙
- 「アクション・アドバータイザー」 - 同社傘下のフリーペーパー。水曜と日曜の週二回発行

## 宗教
市民の3分の1がカトリック教徒で、郊外を含む一帯には7軒のカトリック教会がある。2007年3月19日の月曜に、聖ルイス教会で火災が発生、火は一晩中燃え上がり、南の尖塔と屋根が焼け落ちた。出火原因はついに特定できず、会堂は取り壊された。その後、地元のカトリック・コミュニティは聖メアリー、聖ジョゼフ、聖心、聖ルイス、聖パトリック、それに聖ピーターの各教会を併せて、聖家族カトリック教会を建てた。聖パトリック、聖ジョゼフ、聖ルイスの3軒は閉鎖され礼拝所が新設されたが、聖心、聖メアリー、聖ピーターは残存した。

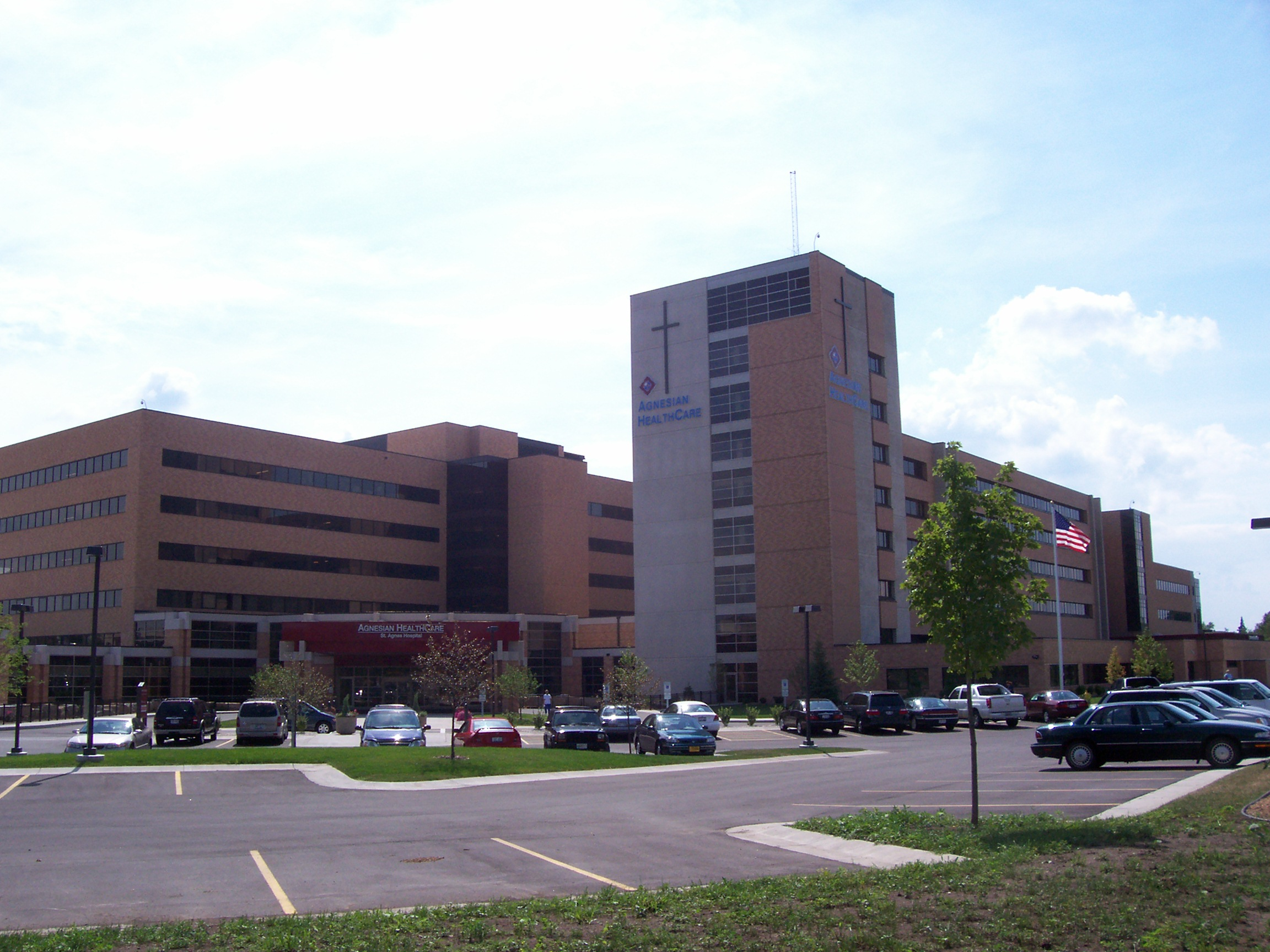
アグネス保健医療センター

聖アグネス修道女会は市内に「母の家」を置くほか、アグネス保健医療センターと聖アグネス病院を運営している。
聖公会も聖ポールズ大聖堂を主座とするフォンデュラク教区を置いている。
フォンデュラクに初めてユダヤ人が来たのは、19世紀末のことだった。市内唯一のシナゴーグであるベス・イスラエル寺院は1914年の創建である。

## 文化
フォンデュラク郡の郡庁所在地である市では毎年7月末になるとフォンデュラク郡フェアが開かれる。6月の第二土・日曜はウォールアイ・ウィークエンドと呼ばれ、ウィネベーゴ湖畔のレイクサイド公園でフリー・ファミリー・ファン・フェスティバル (Free Family Fun Festival) が開かれたりマーキュリー・マリーン全国ウォールアイ釣り大会が行われる。秋には9月にフォンデュ・フェストが開かれるが、これは2007年9月にレストランのザ・メルティング・ポットとブレナー・タンクが世界最大のフォンデュ鍋をつくり、ギネス・ワールド・レコーズに認定されたことが発端であった。以後毎年開かれている。
アプトン・シンクレアの小説『石油!』（2007年にゼア・ウィル・ビー・ブラッドで映画化）に登場するバーン・ロスコーは、アイルランド系の石油王でフォンデュラク市民でもあったエドワード・L・ドヘニーがおおよそのモデルである。
ポピュラーソングにもフォンデュラクの名が登場する曲は多い。最も有名なのはジョニー・キャッシュが歌いヒットした“I've Been Everywhere”だが、ほかにもチーズヘッズ・ウィズ・アティチュードの“(I'm A) Cheesehead Baby”やアイク・ライリーの“7 Come 11”がある。
モーリーン・デイリーが1942年に発表した小説“Seventeenth Summer”は当地を舞台にしている。リンダ・ジェーン・ニードフェルトは“Red as in Russia and Measles and Love”（1992年）と“Green as in Springtime, a New Life, and God's Will”（1994年）のシリーズ小説で、ロシアから宗教的迫害を逃れて1927年にフォンデュラクに移民したルーテル教会の一家の新生活を描いた。

## 公園

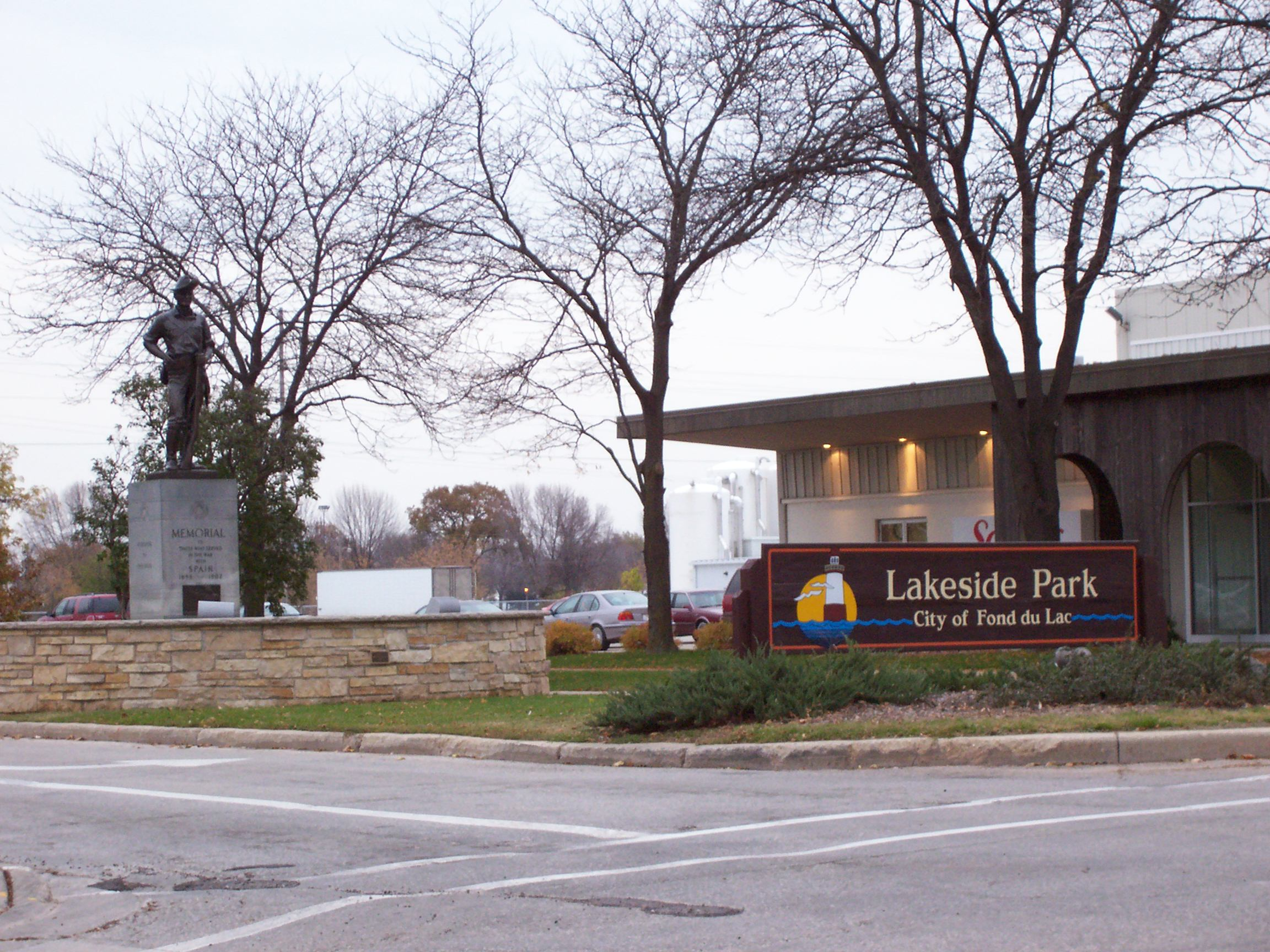
レイクサイド公園

市内最大の公園は、ウィネベーゴ湖の南端に位置する400エーカー（1.6平方キロ）のレイクサイド公園である。園内ではオジロジカの見世物など、年がら年中なにかやっている。夏は草花観賞、ボート、ピクニックが楽しめ、風光明媚な自然のなか結婚式を挙げることもできる。4月15日から10月15日までは1933年に建てられた灯台と測候所が開放される。ミニ鉄道やアンティークの回転木馬のアトラクションもある。ジャングルジムが4つとふれあい動物園が1ヶ所あり、1955年にスー・ラインから寄贈された蒸気機関車がメインストリートに面して置かれている。
バターミルク・クリーク公園も草原の丘にある広大な公園で、円形劇場が1ヶ所とジャングルジムが2つある。起伏でそりすべりが楽しめる。
ほかにはテイラー公園、バトゼン（ダンベリー）公園、ジェファーソン公園、フェアグラウンズ公園、プレイモア公園などがある。

## 宝くじの「ミラクル・マイル」

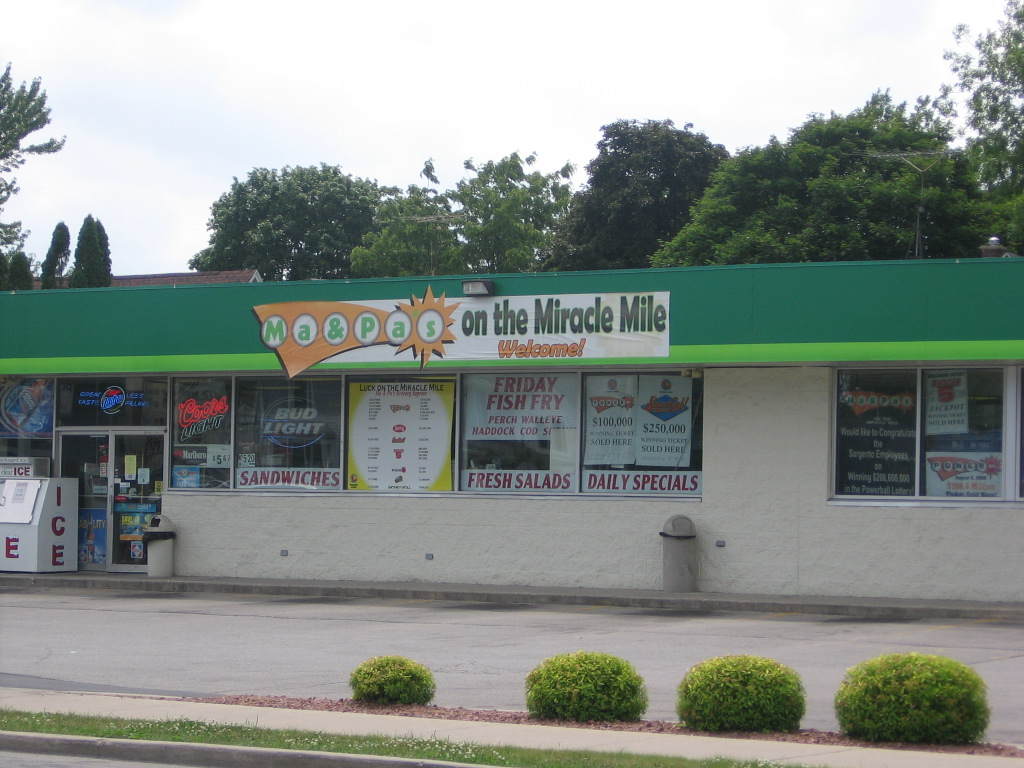
マー・アンド・パーズ雑貨店

1990年代、市内のサウス・メイン街の雑貨屋やコンビニエンスストアで売られた「ウィスコンシン宝くじ」に高額当選が相次いだため、この一角は「奇跡の一マイル」（ザ・ミラクル・マイル）と呼ばれた。例えばセントリー雑貨店（後に閉店）でくじを買ったサビッシュ中学校の英語教師レス・ロビンスと当時のフィアンセ、コリーン・デフリースは1993年7月6日、100万ドル以上もの高配当を得た。
2006年8月5日にはこの「ミラクル・マイル」の中央部に位置するマー・アンド・パーズ雑貨店でパワーボールの宝くじから209万ドルの高額当選が出た。このくじについては、9月22日にウィスコンシン州プリマスのサージェント・チーズ社に勤める100人の労働者集団が所有権を主張した。同社の別の集団は翌年8月に1万ドルの配当を得ている。

## 交通
|  | 国道41号を北へ向かうとオシュコシュに、南へ向かうとミルウォーキーに至る。                    |
|  | 国道151号を北へ向かうとチルトンやマニトワックに、南へ向かうとウォーパンやマディソンに至る。 |
|  | 州道23号を西へ向かうとリポンに、東へ向かうとシェボイガンに至る。                            |
|  | 南の国道41号の近くを州道175号が走る。                                                       |
|  | 国道45号を北へ向かうとオシュコシュに、南へ向かうとウェストベンドに至る。                    |

## ゆかりの人物
- ウィリアム・オルドリッチ - イリノイ州選出の連邦下院議員
- エド・アスパトア - NFL選手
- ジーン・バイス - テレビ司会者、クエーカー布地裏打ち所の創業者[25]
- ボブ・ブレウェット - MLB選手
- エドワード・S・ブラッグ - 南北戦争時の北軍の将軍、連邦下院議員、外交官
- ジョナソン・ブランドマイアー - シカゴのWLUP-FMで活動するディスクジョッキー
- ベンジャミン・バック - 殊勲十字章受章者
- トマス・ケイル - 連邦議会下院のアラスカ準州代表
- トニー・クランプ - 殊勲十字章受章者
- ケン・クライター - NFL選手
- ドレイク・ディーナー - プロバスケットボール選手
- トラビス・ディーナー - NBA選手。ポートランド・トレイルブレイザーズ所属。ポジションはガード。
- ジム・ディリング - 走り高跳び選手
- エドワード・L・ドヘニー - 石油王
- F・ライアン・ダフィー - 連邦上院議員、連邦控訴審判事
- チャールズ・A・エルドリッジ - 連邦下院議員
- ポール・エリクソン - MLB選手
- ジム・ガントナー - MLB選手
- ジーナ・ジーズ - ワクチンを接種せずとも狂犬病が治ったはじめての人物
- キング・キャンプ・ジレット - 安全剃刀の発明者、「ザ・ジレット・カンパニー」の創業者
- ドン・ガースク - ビッグマックのマニア。1972年から計2万5000個以上食べている
- ハーバート・J・グロバー - 教育家、政治家
- E・ハロルド・ハロウズ - ウィスコンシン州最高裁長官
- チャールズ・スミス・ハミルトン - 南北戦争時の北軍の少将
- バート・ハスティング - MLB選手
- ポール・O・ハスティング - 連邦上院議員
- エドワード・H・ジェニソン - イリノイ州選出の連邦下院議員
- アン・クラペリッチ - プロバスケットボール選手
- ナブ・クラインク - MLB選手
- ポリー・コッチ - プロサッカー選手
- ジョン・B・メイシー - 連邦下院議員。豪華客船「ナイアガラ号」火災事故で海に飛び込み水死した
- スコット・マッカラム - ウィスコンシン州知事
- エドワード・マクグラッチリン・ジュニア - 陸軍少将
- ヒュー・J・マクグラス - 名誉勲章受勲者
- ジェームズ・メジェラス - 陸軍将校。第二次世界大戦中、第82空挺師団の第504歩兵連隊第3大隊H班を率いた
- チャールズ・ヘンリー・モーガン - ミズーリ州選出の連邦下院議員
- トム・ペトリ - ウィスコンシン州第6選挙区選出の連邦下院議員。共和党所属
- ジョン・エイブナー・レイス - 連邦下院議員
- コリー・レイマー - NFL選手。ワシントン・レッドスキンズとサンディエゴ・チャージャーズ所属。ポジションはセンター
- マイケル・K・ライリー - 連邦下院議員
- エリック・シェーファー - プロ総合格闘技選手。UFC出場経験あり
- トマス・ウィルソン・スペンス - ウィスコンシン州会議員、弁護士
- ナサニエル・トールマッジ - ニューヨーク州選出の連邦下院議員
- デイビッド・テイラー - 裁判官
- ダロルド・トレファート - 精神科医
- ウィリアム・K・バン・ペルト - 連邦下院議員
- オーウェン・A・ウェルズ - 連邦下院議員
- チャールズ・T・ザイマーマン - 殊勲十字章受章者